# La puerta angosta
La puerta angosta o puerta estrecha es una enseñanza de  Jesús que aprovecha la pregunta que le hicieron acerca de cuantos se salvarán y vienen relatadas en Mateo 7:13 es el decimotercer versículo del capítulo séptimo del Evangelio de Mateo en el Nuevo Testamento y forma parte del Sermón de la Montaña. Lucas 13:24 tiene una redacción similar en relación con la puerta angosta o puerta estrecha.

## Texto bíblico
En la Versión King James de la Biblia el texto dice:

Entrad por la puerta estrecha: porque ancha es la puerta, y espacioso el camino, 
que lleva a la perdición, y son muchos los que entran por ella

La World English Bible traduce el pasaje como:

 Entrad por la puerta estrecha, porque ancha es la puerta y ancho el camino que lleva a la perdición, y muchos son los que entran por ella.

En la Biblia de Navarra se expresa así:

Entrad por la puerta angosta, porque amplia es la puerta y ancho el camino que conduce a la perdición, y son muchos los que entran por ella. ¡Qué angosta es la puerta y estrecho el camino que conduce a la Vida, y qué pocos son los que la encuentran!

## Comentarios de la Iglesia católica
A propósito de una pregunta, Jesús expone su doctrina sobre la salvación. Ésta no está ligada a un privilegio de raza, sino al combate espiritual. «Dios quiere que todos los hombres se salven», aunque para alcanzar la salvación «los creyentes han de emplear todas sus fuerzas, según la medida del don de Cristo, para entregarse totalmente a la gloria de Dios y al servicio del prójimo. Lo harán siguiendo las huellas de Cristo, haciéndose conformes a su imagen y siendo obedientes en todo a la voluntad del Padre»  Esto es lo que se indica con la imagen de la «puerta angosta». Con ella se alerta del peligro de crearse falsas seguridades. 
Pertenecer al pueblo, o haber conocido al Señor y haber escuchado su palabra, no es suficiente para alcanzar el Cielo; sólo los frutos de correspondencia a la gracia tendrán valor en el juicio divino. En varias ocasiones alude Jesús a la vida eterna con la imagen de un banquete al que todos están llamados: Los que inculpablemente desconocen el Evangelio de Cristo y su Iglesia, y buscan con sinceridad a Dios, y se esfuerzan bajo el influjo de la gracia en cumplir con las obras de su voluntad, conocida por el dictamen de la conciencia, pueden conseguir la salvación eterna. La divina Providencia no niega los auxilios necesarios para la salvación a los que sin culpa por su parte no llegaron todavía a un claro conocimiento de Dios y, sin embargo, se esfuerzan, ayudados por la gracia divina, en conseguir una vida recta.

## Comentarios de los Padres de la Iglesia
San Agustín: El Señor nos había advertido más arriba que tuviéramos un corazón sencillo y puro con el que buscar a Dios; pero como esto no pertenece sino a pocos, comienza a hablar de descubrir la sabiduría. Para la búsqueda y contemplación de la cual se ha formado por todo lo anterior un ojo tal que puede discernir el camino estrecho y la puerta angosta; por lo cual añade: Entrad por la puerta angosta.
Glossa ordinaria: Aunque te cueste hacer a otro lo que quisieras que te hicieran a ti, así debemos hacer para entrar por la puerta estrecha..
Pseudo-Crisóstomo: Por lo demás; Este tercer precepto de nuevo está relacionado con el método correcto de ayunar, y el orden del discurso será éste: Pero tú cuando más rápido unjas tu cabeza; y después viene: Entrad por la puerta estrecha. Porque hay tres pasiones principales en nuestra naturaleza, que son las más adherentes a la carne: el deseo de comer y beber; el amor del hombre hacia la mujer; y en tercer lugar, el sueño. Estas son más difíciles de cortar de la naturaleza carnal que las otras pasiones. Y por lo tanto, la abstinencia de ninguna otra pasión santifica tanto el cuerpo como el que un hombre sea casto, abstinente y continúe en vigilias. Por tanto, a causa de todas estas justicias, pero sobre todo a causa del ayuno más penoso, es por lo que Él dice: Entrad por la puerta estrecha. La puerta de la perdición es el Diablo, por quien entramos en el infierno; la puerta de la vida es Cristo, por quien entramos en el reino de los cielos. 
Se dice que el Diablo es una puerta ancha, no extendida por la fuerza de su poder, sino ensanchada por la licencia de su orgullo desenfrenado. De Cristo se dice que es una puerta estrecha, no por la pequeñez de su poder, sino por su humildad; porque Aquel a quien el mundo entero no contiene, se encerró dentro de los límites del vientre de la Virgen. El camino de la perdición es el pecado de cualquier clase. Se dice que es amplio, porque no está contenido dentro de la regla de ninguna disciplina, sino que los que andan por él siguen lo que les place. El camino de la vida es todo rectitud, y se llama estrecho por las razones contrarias. Hay que considerar que si uno no anda por el camino, no puede llegar a la puerta; de modo que los que no andan por el camino de la justicia, es imposible que conozcan verdaderamente a Cristo. Del mismo modo, tampoco corre en manos del Diablo, a menos que camine por el camino de los pecadores.

## Otros comentarios
Davies y Allison señalan, y a su vez rechazan, la interpretación de J.D.M. Derrett, quien dice que la metáfora se refiere a la entrada a una ciudad o a una puerta en medio del camino, y que esto implica que el destino final es el mismo. Una vez que ambos grupos atraviesen la puerta se encontrarán en el mismo lugar. Así, Derrett sostiene que esta metáfora afirma que el viaje del pecador es duro y destructivo, pero que después de afrontar este turbulento viaje el pecador, al igual que el piadoso, encontrará finalmente la gracia de Dios.
El compositor de himnos del siglo XVIII Isaac Watts se refirió a los caminos ancho y estrecho en su himno "Ancho es el camino".